# Asura brunneofasciata
Asura brunneofasciata là một loài bướm đêm thuộc phân họ Arctiinae, họ Erebidae.